# Near Death Experience
Near Death Experience (рус. Околосмертные переживания) — четвёртый студийный альбом нью-йоркской хардкор-группы Cro-Mags, вышедший в 1993 году на лейбле Century Media Records.
По сей день Near Death Experience является последним альбомом группы, записанным с участием вокалиста Джона Джозефа. После выхода этого альбома, Cro-Mags на время прекратили студийную деятельность, претерпев несколько изменений в составе. Следующий альбом группы, Revenge, был издан в 2000 году.

## Список композиций
1. «Say Goodbye to Mother Earth» (5:03)
2. «Kali-Yuga» (6:23)
3. «War on the Streets» (3:27)
4. «Death in the Womb» (2:16)
5. «Time I Am» (4:42)
6. «Reflections» (4:21)
7. «Near Death Experiences» (3:33)
8. «The Other Side of Madness» (4:41)